# Waschseide
Waschseide ist ein waschbares Gewebe, das aus einer Baumwollkette und  einem Schuss aus Natur- oder Kunstseide meist in Leinwandbindung hergestellt wird und als Kleiderstoff Verwendung findet. Verwendet können aber auch  Grègekette und Schappeschuss oder nur  Schappe. Die Waschseide hat nichts zu tun mit der gewaschenen Naturseide, aber war vor allem vor dem Zweiten Weltkrieg ein viel verarbeiteter Stoff, der problemlos bei 30 °C gewaschen werden konnte.
Gewaschene Naturseide, Pongé oder Habutai (selten und hochwertig) aus Naturseide meist chinesischer Herkunft, die als Gewebe oder als bereits fertiges Bekleidungsstück industriell vorgewaschen wurden. Die Optik ähnelt bereits getragener Kleidung mit einem an Crashstoff erinnernden, unregelmäßigen Knittereffekt.
Unter Umständen kommt eine Sanding Ausrüstung (sand washed) hinzu, wodurch eventuell Kappnähte, Ärmel und Hosenkanten beschädigt werden können. Ist dies gewollt, sieht das der Handel nicht als Reklamationsgrund an.
Ein geringes Gewicht der Waschseide ist unter Umständen ein Kennzeichen einer leichten Einstellung, einer ungünstigen Verteilung von Kett- und Schussfäden mit der Folge einer geringeren Strapazierfähigkeit. Auch fachgerecht ausgeführte Nähte sind dann nur begrenzt schiebefest, das heißt, dass Kett- oder Schussfäden sich aus ihrer ursprünglichen Lage verändern können. Die so gewebten Stoffe sollten nicht für körpernahe, nicht lose fallende Kleidungsstücke, verwendet werden. Schwere Gewebe können dagegen mit wetterfester Imprägnierung zu Outdoorkleidung (Blousons) verarbeitet werden.